# Championnats du monde d'escalade 1995
Navigation
Édition précédente Édition suivante
Les Championnats du monde d'escalade 1995 se sont tenus à Genève, en Suisse, le 6 mai 1995.

## Podiums

### Hommes
| Épreuves   | Or                       | Argent                | Bronze                     |
| ---------- | ------------------------ | --------------------- | -------------------------- |
| Difficulté | France François Legrand  | France Arnaud Petit   | Suisse Elie Chevieux       |
| Vitesse    | Ukraine Andrey Vedenmeer | Tchéquie Milan Benian | Russie Vladimir Netsvetaev |

### Femmes
| Épreuves   | Or                          | Argent                | Bronze                  |
| ---------- | --------------------------- | --------------------- | ----------------------- |
| Difficulté | États-Unis Robyn Erbesfield | France Laurence Guyon | France Liv Sansoz       |
| Vitesse    | France Natalie Richer       | France Cécile Avezou  | Pologne Renata Piszczek |